# Chamberet
Chamberet é uma comuna francesa na região administrativa da Nova Aquitânia, no departamento de Corrèze. Estende-se por uma área de 69,85 km². Em 2010 a comuna tinha 1 395 habitantes (densidade: 20 hab./km²).